# Rio Budislavu
O Rio Budislavu é um rio da Romênia afluente do Rio Boia Mică, localizado no distrito de Vâlcea.